# Isla Vista (California)
Isla Vista es un lugar designado por el censo ubicado en el condado de Santa Bárbara en el estado estadounidense de California. En el año 2000 tenía una población de 18.344 habitantes y una densidad poblacional de 3,218.2 personas por km². La mayoría de sus residentes son estudiantes universitarios que asisten a la Universidad de California, Santa Bárbara o a Santa Barbara City College.

## Geografía
Isla Vista se encuentra ubicado en las coordenadas 34°24′53″N 119°51′38″O / 34.41472, -119.86056. Según la Oficina del Censo, la ciudad tiene un área total de 5,7 km² (2,2 mi²), de la cual 5,5 km² (2,1 mi²) es tierra y 0,2 km² (0,1 mi²) 3.64% es agua.

## Demografía
Los ingresos medios por hogar en la localidad eran de $16,151, y los ingresos medios por familia eran $26,250. Los hombres tenían unos ingresos medios de $23,381 frente a los $20,281 para las mujeres. La renta per cápita para la localidad era de $7,644. Alrededor del 28.6% de la población estaban por debajo del umbral de pobreza.

## En las artes y la cultura popular
El lugar sirve de ambientación a la novela policíaca Morir en Isla Vista (1999), de Floreal Hernández.